# 內攏面積
內攏面積（Carpeted Area）為一個建築業的述語，意指室內可舖地毯的面積。
由於實用面積及建築面積皆不能準確指出一個樓房或分層銷售單位的內部面積，故以「是否可以舖地毯」來作標準，以表示該樓房的標準用途大小，因為「內攏面積」的描述較「實用面積」更接近一般人的理解和使用模式。
「內攏面積」所包括的面積須符合下列條件：
1. 面積必須是在室內，因此「會所」、「停車間」及「露台」等並不包括在內。
2. 面積的高度必須與地面相約，因此「牆身」、「窗台」等並不包括在內。